# Pamela Brown
Pour les articles homonymes, voir Brown.
Pamela (Mary) Brown est une actrice britannique, née le 8 juillet 1917 à Londres (quartier d'Hampstead, Angleterre), morte d'un cancer le 19 septembre 1975 à Avening (Gloucestershire, Angleterre).

## Biographie
Pamela Brown étudie à la Royal Academy of Dramatic Art de Londres, et débute au théâtre en 1936, notamment dans le rôle de Juliette du Roméo et Juliette de William Shakespeare, à Stratford-upon-Avon, aux côtés de Peter Glenville et Trevor Howard. Au cours de sa carrière sur les planches, elle interprète d'ailleurs souvent Shakespeare, entre autres à Londres. Entre 1947 et 1960, elle se produit aussi à Broadway (New York), dans cinq pièces — dont trois mises en scène par John Gielgud, également acteur (ex. : L'Importance d'être Constant d'Oscar Wilde et Amour pour amour de William Congreve, présentées en 1947) —.
Au cinéma, de 1942 à 1972, elle contribue à seulement vingt-deux films (majoritairement britanniques, plus quelques films américains ou coproductions). Deux de ses plus connus, américains, sont La Vie passionnée de Vincent van Gogh de Vincente Minnelli — qu'elle retrouvera en 1970 dans Melinda —, sorti en 1956 (rôle de Christine), et Cléopâtre de Joseph L. Mankiewicz, sorti en 1963 (rôle de la Grande Prêtresse). Parmi ses films britanniques, trois sont réalisés par Michael Powell (dont elle est un temps la compagne) et Emeric Pressburger, notamment le film musical Les Contes d'Hoffmann, sorti en 1951, adaptation de l'opéra éponyme de Jacques Offenbach. Et en 1955, Pamela Brown participe à l'adaptation au cinéma (la seule fois de sa carrière) d'une pièce de Shakespeare, Richard III de (et avec) Laurence Olivier, où elle personnifie Jane Shore. De plus, elle retrouve Peter Glenville, réalisateur en 1964 du film biographique Becket, où elle est cette fois Aliénor d'Aquitaine, avec Peter O'Toole dans le rôle-titre.
À la télévision, entre 1950 et 1975, Pamela Brown apparaît dans sept téléfilms et vingt-huit séries, dont le feuilleton La Chute des aigles (Fall of Eagles), diffusé en 1974.
Elle meurt prématurément l'année suivante (1975), à 58 ans, des suites d'un cancer.

## Théâtre (sélection)

### En Angleterre
Pièces jouées à Londres, sauf mention contraire
- 1936 : Roméo et Juliette (Romeo and Juliet), avec Peter Glenville, Trevor Howard ; Troïlus et Cressida (Troilus and Cressida), avec Peter Glenville, Trevor Howard, Donald Wolfit ; La Mégère apprivoisée (The Taming of the Shrew), avec Trevor Howard, Donald Wolfit ; Le Marchand de Venise (The Merchant of Venice), avec Trevor Howard, Donald Wolfit (pièces de William Shakespeare ; saison à Stratford-upon-Avon)
- 1936 : The King and Mistress Shore de Clifford Bax, avec Esmond Knight
- 1938 : The Hearts was not burned de James Laver, avec Maurice Denham, James Mason
- 1938-1939 : She stoops to conquer d'Oliver Goldsmith, mise en scène de Tyrone Guthrie, avec John Mills ; La Mégère apprivoisée (The Taming of the Shrew) de William Shakespeare, avec Bernard Archard, Peter Glenville, Robert Helpmann, Roger Livesey (saison à l'Old Vic Theatre)
- 1943-1944 : Madeline de Jean-Jacques Bernard, adaptation de John Leslie Fritch (à Londres et Bristol) ; Hamlet de William Shakespeare, mise en scène de Tyrone Guthrie, avec Margot Grahame, Robert Helpmann, Yvonne Mitchell, Basil Sydney
- 1945-1946 : Macbeth de William Shakespeare ; La Ruse du petit maître de George Farquhar ; Jenny Villers de John Boynton Priestley (saison au Bristol Old Vic, avec Faith Brook, Yvonne Mitchell)
- 1946 : Mort d'un rat (De Dood van een Rat / Death of a Rat), adaptation du roman éponyme de Jan de Hartog, avec Alastair Sim
- 1946-1947 : Cyrano de Bergerac d'Edmond Rostand, mise en scène de Tyrone Guthrie, avec Alec Guinness, Eric Pohlmann, Ralph Richardson ; Le Roi Lear (King Lear) de William Shakespeare, production de Laurence Olivier, mise en scène de John Burrell, Laurence Olivier et Ralph Richardson, avec Alec Guiness, Laurence Olivier (saison au New Theatre)
- 1948 : Le Sourire de la Joconde (The Gioconda Smile), adaptation du roman éponyme d'Aldous Huxley, avec Clive Brook
- 1949-1950 : The Lady's Not for Burning de Christopher Fry, mise en scène de John Gielgud, avec Richard Burton, John Gielgud
- 1960 : This Year, Next Year de Walter de la Mare, avec Michael Gough, Terence Stamp

### À Broadway
- 1947 : L'Importance d'être Constant (The Importance of Being Earnest) d'Oscar Wilde, avec Robert Flemyng, Margaret Rutherford ; Amour pour amour (Love for Love) de William Congreve, avec Robert Flemyng (pièces mises en scène par — et avec — John Gielgud)
- 1950-1951 : The Lady's Not for Burning de Christopher Fry, mise en scène de John Gielgud, avec Richard Burton, John Gielgud
- 1957-1958 : La Provinciale (The Country Wife) de William Wycherley, avec Julie Harris, Laurence Harvey
- 1959-1960 : La Maison des cœurs brisés (Heartbreak House) de George Bernard Shaw, avec Diane Cilento, Maurice Evans, Sam Levene, Dennis Price, Alan Webb, Diana Wynyard

## Filmographie

### Au cinéma (intégrale)
- 1942 : Un de nos avions n'est pas rentré (One of Our Aircraft is Missing) de Michael Powell et Emeric Pressburger
- 1945 : Je sais où je vais (« I know where I'm going ! ») de Michael Powell et Emeric Pressburger
- 1949 : Alice au pays des merveilles (Alice in Wonderland) de Marc Maurette, Dallas Bower et Louis Buner (film d'animation ; voix)
- 1951 : Les Contes d'Hoffmann (The Tales of Hoffmann) de Michael Powell et Emeric Pressburger
- 1952 : La Seconde Mme Tanqueray (The Second Mrs. Tanqueray) de Dallas Bower
- 1953 : Une affaire troublante (Personal Affair) d'Anthony Pelissier
- 1955 : Reluctant Bride d'Henry Cass
- 1955 : Richard III de Laurence Olivier
- 1956 : La Vie passionnée de Vincent van Gogh (Lust for Life) de Vincente Minnelli
- 1956 : C'est formidable d'être jeune (Now and Forever) de Mario Zampi
- 1959 : Le Bouc émissaire (The Scapegoat) de Robert Hamer
- 1963 : Cléopâtre (Cleopatra) de Joseph L. Mankiewicz
- 1964 : Becket de Peter Glenville
- 1965 : Gonks go beat de Robert Hartford-Davis
- 1966 : Le Forum en folie (A Funny Thing happened on the Way to the Forum) de Richard Lester
- 1967 : Half a Sixpence de George Sidney
- 1968 : Cérémonie secrète (Secret Ceremony) de Joseph Losey
- 1970 : Melinda (On a Clear Day you can see Forever) de Vincente Minnelli
- 1970 : Les Hauts de Hurlevent (Wuthering Heights) de Robert Fuest
- 1970 : Deux Hommes en fuite (Figures in a Landscape) de Joseph Losey
- 1971 : The Night Digger d'Alastair Reid
- 1972 : Lady Caroline Lamb de Robert Bolt

### À la télévision (sélection)
- 1955 : Baker's Dozen, téléfilm de Desmond Davis
- 1962 : Sir Francis Drake, le corsaire de la reine (Sir Francis Drake), Saison unique, épisode 20 Mission diplomatique (Mission to Paris) de David Greene
- 1973 : Dracula et ses femmes vampires (Dracula), téléfilm de Dan Curtis
- 1974 : La Chute des aigles (Fall of Eagles), feuilleton
- 1975 : In this House of Brede, téléfilm de George Schaefer